# Mitostemma glaziovii
Mitostemma glaziovii je biljka iz porodice Passifloraceae, roda Mitostemma. Nema sinonima za ovu vrstu.
Varijacija za ovaj bazionim je Dilkea glaziovii (Mast.) Glaz.
Raste u jugoistočnom Brazilu (gornje područje rasta Rio de Janeiro, donje Cabo Frio), te u Gvajani od 200 do 500 m nadmorske visine, u regiji Gornji Takutu-Gornji Essequibo.
Nije svrstana u IUCN-ov popis ugroženih vrsta.

## Vanjske poveznice
- Mitostemma na Germplasm Resources Information Network (GRIN)  Arhivirana inačica izvorne stranice od 5. svibnja 2009. (Wayback Machine), SAD-ov odjel za poljodjelstvo, služba za poljodjelska istraživanja.